# Sparsamhet

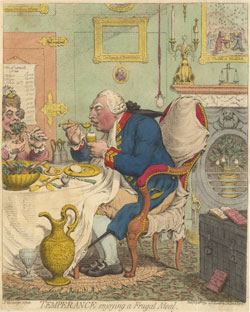
James Gillrays satiriska tryck Temperance Enjoying a Frugal Meal. George III är avbildad med lappade byxor och en stol täckt med skyddande tyg, äter ett enkelt kokt ägg och använder duken som sin servett. Vinterblommor fyller den oupplysta spisen.

Sparsamhet är egenskapen att vara sparsam eller kostnadsmedveten när det gäller konsumtionen av förbrukningsbara resurser som mat, tid eller pengar och undvika slöseri, överflödighet eller extravagans.
Inom beteendevetenskap har sparsamhet definierats som tendensen att förvärva varor och tjänster på ett återhållsamt sätt, och resursrik användning av redan ägda ekonomiska varor och tjänster, för att uppnå ett långsiktigt mål.

## Strategier
Vanliga metoder för sparsamhet är minskning av slöseri, stävja kostsamma vanor, undertrycka omedelbar tillfredsställelse med hjälp av skattemässig självbehärskning, söka effektivitet, undvika fällor, trotsa dyra sociala normer, upptäcka och undvika manipulativ reklam, anamma kostnadsfria alternativ, använda byteshandel och hålla sig välinformerad om lokala omständigheter och verkligheten om både marknaden och produkten/tjänsten. Sparsamhet kan bidra till hälsan genom att få människor att undvika produkter som är både dyra och ohälsosamma när de används för överdrivet. Sparsamt liv utövas främst av dem som strävar efter att minska utgifterna, ha mer pengar och få ut så mycket de kan av sina pengar.

## Filosofi
I samband med vissa trossystem är sparsamhet en filosofi där man inte litar på (eller är djupt försiktig med) "expert"-kunskap från kommersiella marknader eller företagskulturer, och påstår sig veta vad som är bäst ekonomiskt, materiellt eller för individens andliga intressen.
Olika andliga samfund anser att sparsamhet är en dygd eller en andlig disciplin. The Religious Society of Friends och puritanerna är exempel på sådana grupper. Grundfilosofin bakom detta är idén att människor borde spara pengar för att kunna avsätta dem till mer välgörande ändamål, som att hjälpa andra i nöd.
Benjamin Franklin parade sparsamhet med industrin som de viktigaste dygderna för ekonomisk trygghet: "Förslösa varken tid eller pengar, utan utnyttja båda på bästa sätt. Utan industri och sparsamhet kommer ingenting att göra, och med dem allt." Cicero höll med och hävdade att "män inte förstår hur stor sparsamhet med intäkter är."
Det finns också miljöaktivister som anser att sparsamhet är en dygd genom vilken människor kan använda sina förfäders färdigheter som jägare-samlare, bära lite och behöver lite, och hitta mening i naturen istället för konstgjorda konventioner eller religion. Henry David Thoreau uttryckte en liknande filosofi i Walden, med sin lust för självtillit och minimala ägodelar samtidigt som han bara bodde i skogen.

## Företagsvärlden
Sparsamhet har antagits som ett strategiskt krav av stora företag som ett sätt att minska kostnaderna genom att skapa en filosofi om försiktiga utgifter bland arbetskraften. Kostnadsminskning uppfattas ofta negativt, vare sig det är inom en företagsorganisation eller i samhället. Genom att bjuda in varje anställd att anamma sparsamhet överförs bördan av kostnadsminskning från ledningen till den anställde. Genom att göra det inför företagen en moralisk skyldighet att minska kostnaderna, och hävdar uppfattningen att noggrann hantering av kostnader ligger i företagets, aktieägarnas och de anställdas intresse.